# Nõo
Nõo (deutsch Nüggen) ist eine Landgemeinde im estnischen Kreis Tartu mit 4.371 Einwohnern (Stand: 1. Januar 2025). Die Fläche der Gemeinde beträgt 169 km².
Nõo grenzt im Westen an die Stadt Elva und die Gemeinden Konguta und Rõngu, im Osten an die Gemeinden Kambja und Ülenurme, im Norden an die Gemeinden Tähtvere und Puhja und im Süden an die Gemeinde Palupera (Kreis Valga).
Das Zentrum der Gemeinde ist Nõo (1.536 Einwohner). Daneben gehören zum Gemeindegebiet die Dörfer Aiamaa, Altmäe, Etsaste, Enno, Illi, Järiste, Keeri, Ketneri, Kolga, Kääni, Laguja, Luke, Meeri, Nõgiaru, Sassi, Tamsa, Tõravere, Unipiha, Uuta, Vissi und Voika.

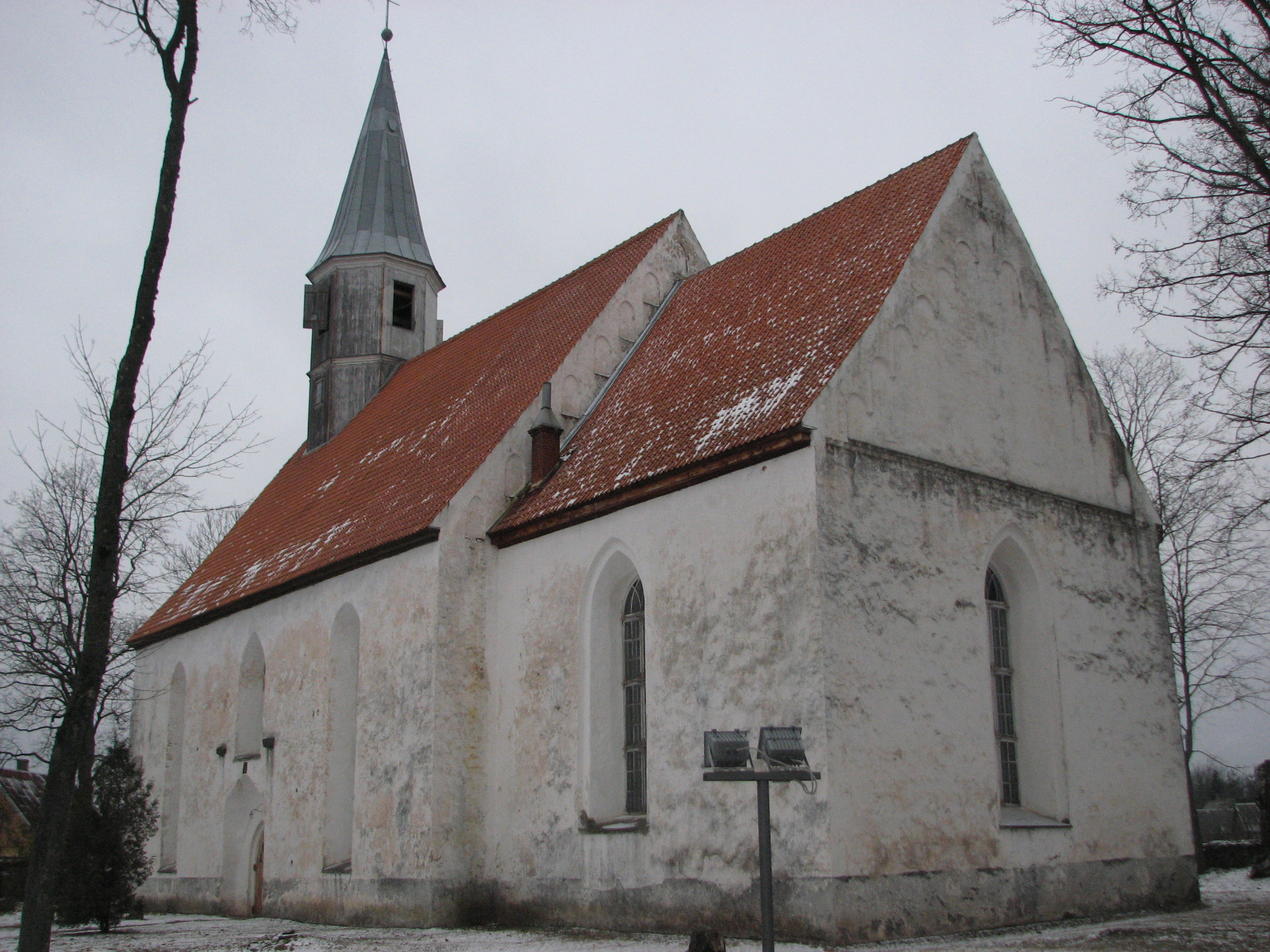
Evangelische Laurentiuskirche von Nõo, erbaut Ende des 13. Jahrhunderts
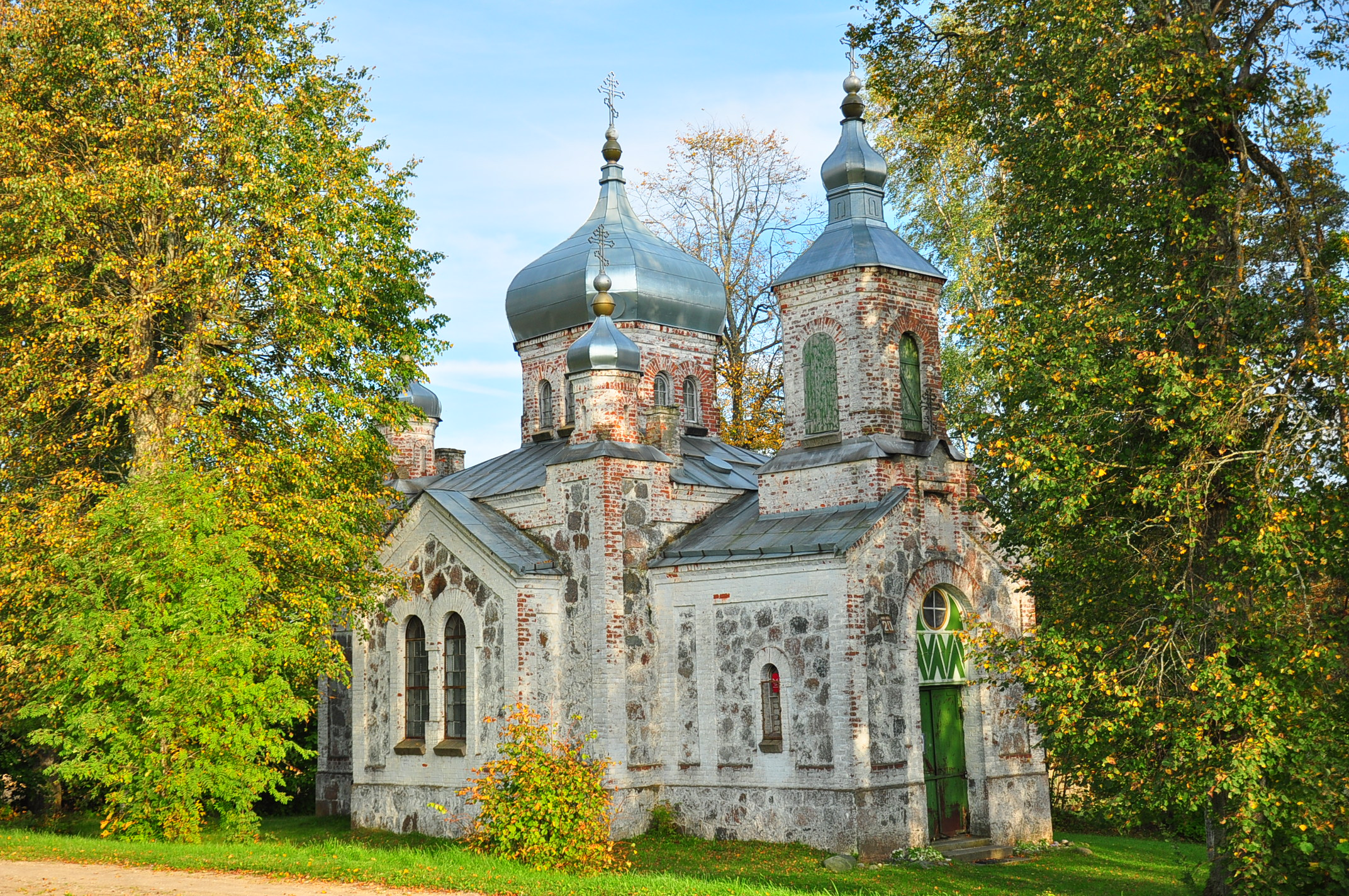
Orthodoxe Kirche der Heiligen Dreifaltigkeit in Nõo, 1873 errichtet

## Wissenswertes
Die Gemeinde liegt im Naturpark Otepää.

## Laurentiuskirche
Die Kirche von Nüggen ist die älteste Kirche in Südestland, wo man Backstein und Feldstein zum Kirchenbau nutzte. Als höchst bemerkenswerte Ausnahme sollte das Chorgewölbe offenbar eine Zwickelkuppel imitieren, so wie in Sinzing oder in der Ludgerkirche in Münster. Offenbar war für diese Architektur eine Bauhütte tätig, die auch am Dom zu Riga wirkte. Das Langhaus wurde mit westfälischem achtteiligem Rippengewölbe überdeckt.

## Persönlichkeiten

### Söhne und Töchter des Ortes
- Andreas Virginius (1640–1701), deutschbaltischer lutherischer Theologe und Bibelübersetzer

### Persönlichkeiten, die im Ort gewirkt haben
- Adrian Virginius der Ältere (1605/1615–1647), deutschbaltischer lutherischer Theologe, Pastor in Nüggen
- Martin Lipp (1854–1923), estnischer Lyriker, Pastor in Nüggen

## Dorf Ketneri
Das kleine Dörfchen Ketneri liegt als vorletzte Station bei Kilometer 56 an der Strecke des alljährlich im Herbst durchgeführten „Tartuer Fahrradmarathons“, der vom Skistadion Otepää über insgesamt 62,3 km bis zum Jagdschießstand Elva (Elva Jahilasketiir) führt. Das Teilnehmerfeld liegt seit den letzten Jahren konstant bei etwa 4000 Radlern, wobei die Route auch den gesamten Sommer über intensiv genutzt wird.